# Cache-boulin

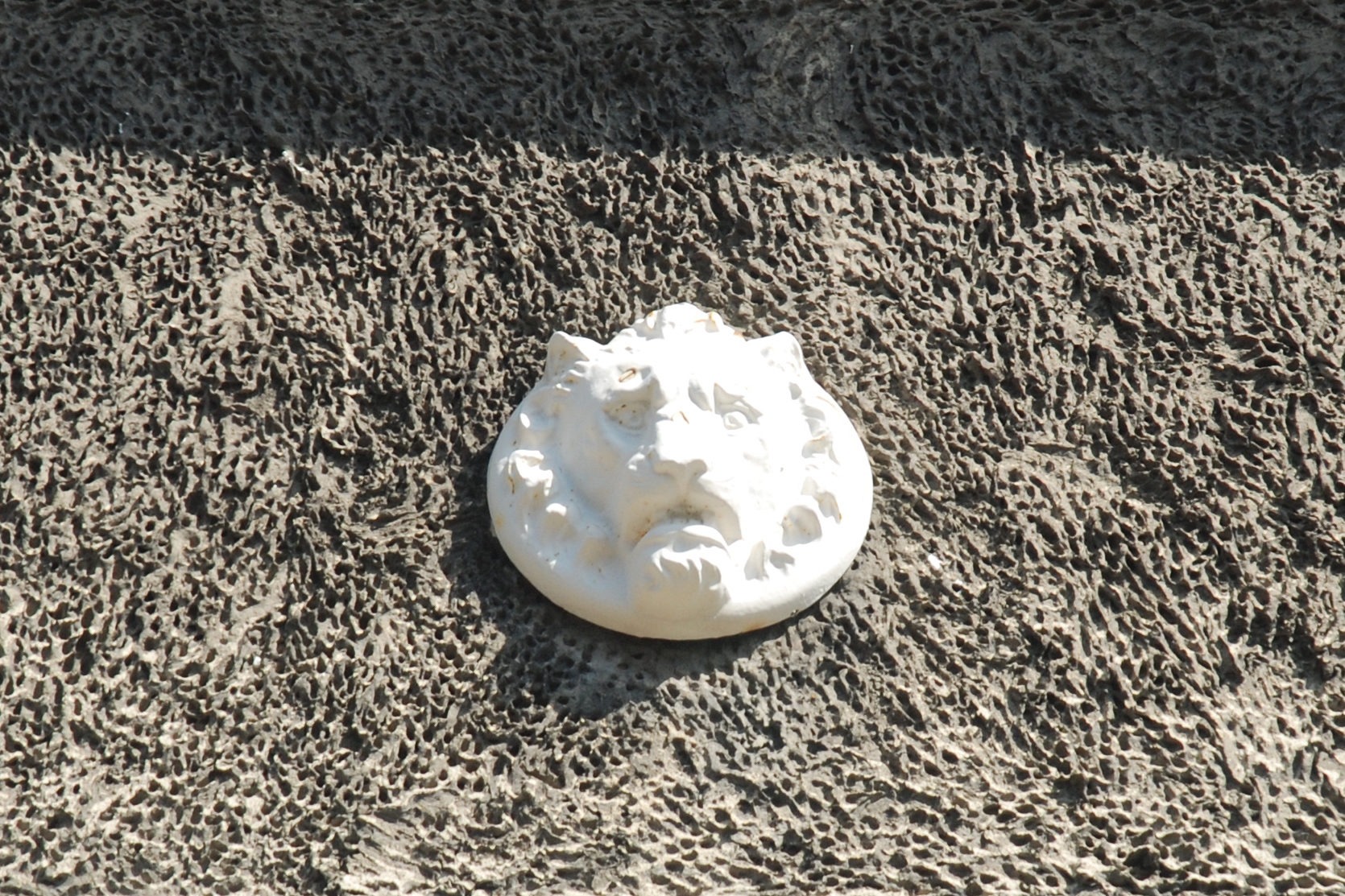
Cache-boulin à tête de lion

En architecture, un cache-boulin est un couvercle qui ferme un trou de boulin, orifice ménagé dans la maçonnerie pour :
- y engager un boulin, pièce en bois destinée à supporter le plancher d'un échafaudage[1]
- fixer une poulie pour le déménagement des meubles aux étages des maisons.

Le cache-boulin peut prendre plusieurs formes : 
- plaque carrée, nue ou ornée d'une pointe de diamant
- plaque circulaire, nue ou ornée d'une tête de lion, d'une rosace ou d'une étoile
- plaque octogonale

|  |  |